# Elisabeth Söderström
Elisabeth Söderström (født 7. maj 1927, død 20. november 2009) var en svensk operasanger (sopran), der havde en karriere på omkring 40 år, hvor hun optrådte på en lang række store scener over hele verden. Hun indspillede også en række grammofonplader.
Söderstöm påbegyndte sin uddannelse ved at få privatundervisning, men kom i 1947 ind på det Kongelige Musikakademi i Stockholm. Samme år debuterede hun i Mozarts Bastien og Bastienne. Da hun havde afsluttet sine studier to år senere, blev hun ansat på den Kongelige Opera, hvor hun var ansat til 1980. I den periode havde hun også betydelige afstikkere til ikke mindst The Metropolitan Opera i New York.
Hun beherskede et meget bredt sangrepertoire og var samtidig kendt som en god skuespiller, der derfor gjorde sig godt i tv-transmitterede operaer i dette medies ungdom. Ud over operaer optrådte hun endvidere som koncertsanger og havde blandt andet et tæt samarbejde med den berømte pianist Vladimir Ashkenazy.
Da Söderström i begyndelsen af 1990'erne trappede sin sangerkarriere ned, blev hun direktør for Drottningholms Slotsteater, hvor hun næsten 50 år tidligere havde haft sin debut.